# 青谷町
青谷町（あおやちょう）は、かつて鳥取県の東部（気高郡）にあった町である。本項では町制前の名称である青谷村（あおやそん）についても述べる。
2004年（平成16年）11月1日に岩美郡国府町・福部村、八頭郡河原町・用瀬町・佐治村、気高郡気高町・鹿野町と共に鳥取市へ編入され、消滅した。かつての町域は鳥取市青谷町となっている。

## 地理
日本海に沿い、平野は少ない。海岸には海水浴場が多くある。

### 隣接していた自治体
- 鳥取県
  - 気高郡 気高町、鹿野町
  - 東伯郡 三朝町、湯梨浜町（2004年9月30日までは東伯郡泊村、東郷町と隣接）

## 歴史
- 1889年（明治22年）10月1日 - 町村制施行に伴い、気多郡青谷村・井手村・長和瀬村の区域をもって青谷村が発足。
- 1896年（明治29年）4月1日 - 青谷村の所属郡が気高郡に変更。
- 1914年（大正3年）4月1日 - 青谷村が町制施行して青谷町となる。
- 1953年（昭和28年）7月1日 - 日置谷村・勝部村・中郷村と合併し、改めて青谷町が発足。
- 1955年（昭和30年）3月31日 - 日置村を編入。
- 2004年（平成16年）11月1日 - 鳥取市に編入[1]。同日青谷町廃止。

## 姉妹都市

### 国内
- 池田市（大阪府）

### 海外
- 太倉市（中国・江蘇省）

## 教育
- 高等学校
  - 鳥取県立青谷高等学校
- 中学校
  - 青谷町立青谷中学校（現・鳥取市立青谷中学校）
- 小学校
  - 青谷町立青谷小学校（現・鳥取市立青谷小学校北校舎）
  - 青谷町立日置谷小学校（現・鳥取市立青谷小学校南校舎）

## 交通

### 鉄道
- 西日本旅客鉄道（JR西日本）
  - 山陰本線：（気高町） - 青谷駅 - （湯梨浜町）

### 道路
- 青谷羽合道路：青谷インターチェンジ
- 国道9号
- 鳥取県道51号倉吉川上青谷線
- 鳥取県道259号泊絹見青谷線
- 鳥取県道274号青谷停車場井手線
- 鳥取県道280号俵原青谷線

## 出身有名人
- 因幡の源左
- 尾崎博（古生物学者）
- 森翔平（プロ野球選手・広島東洋カープ所属）

## 名所・旧跡・観光スポット・祭事・催事
- 因州和紙関連 - 因州和紙の里 - 山根和紙資料館、あおや和紙工房、因幡の源左生家
- 日置桜酒造資料館
- 鳥取市かちべ伝承館
- 青谷上寺地遺跡展示館[2]
- 長尾鼻